# Place Gailleton
Pour les articles homonymes, voir Gailleton.
La place Gailleton est une place rectangulaire du 2e arrondissement de Lyon, dans le quartier d'Ainay sur la Presqu'île.

## Odonymie
À sa création, la place s'appelle place Grolier, en hommage à la famille Grolier, influente à Lyon, qui fournit plusieurs prévôts des marchands à la ville.
La place est renommée place Gailleton le 24 avril 1907 (délibération municipale), en hommage à Antoine Gailleton (1829-1904), médecin et homme politique lyonnais, maire de Lyon entre 1881 et 1900. Le quai qui longe la place perpétue également sa mémoire.

## Histoire
La création de la place remonte à 1777, lors de la destruction des remparts de la basilique Saint-Martin d'Ainay. Cette place accueillait une pompe publique, imaginée par l'architecte Claude Marion.

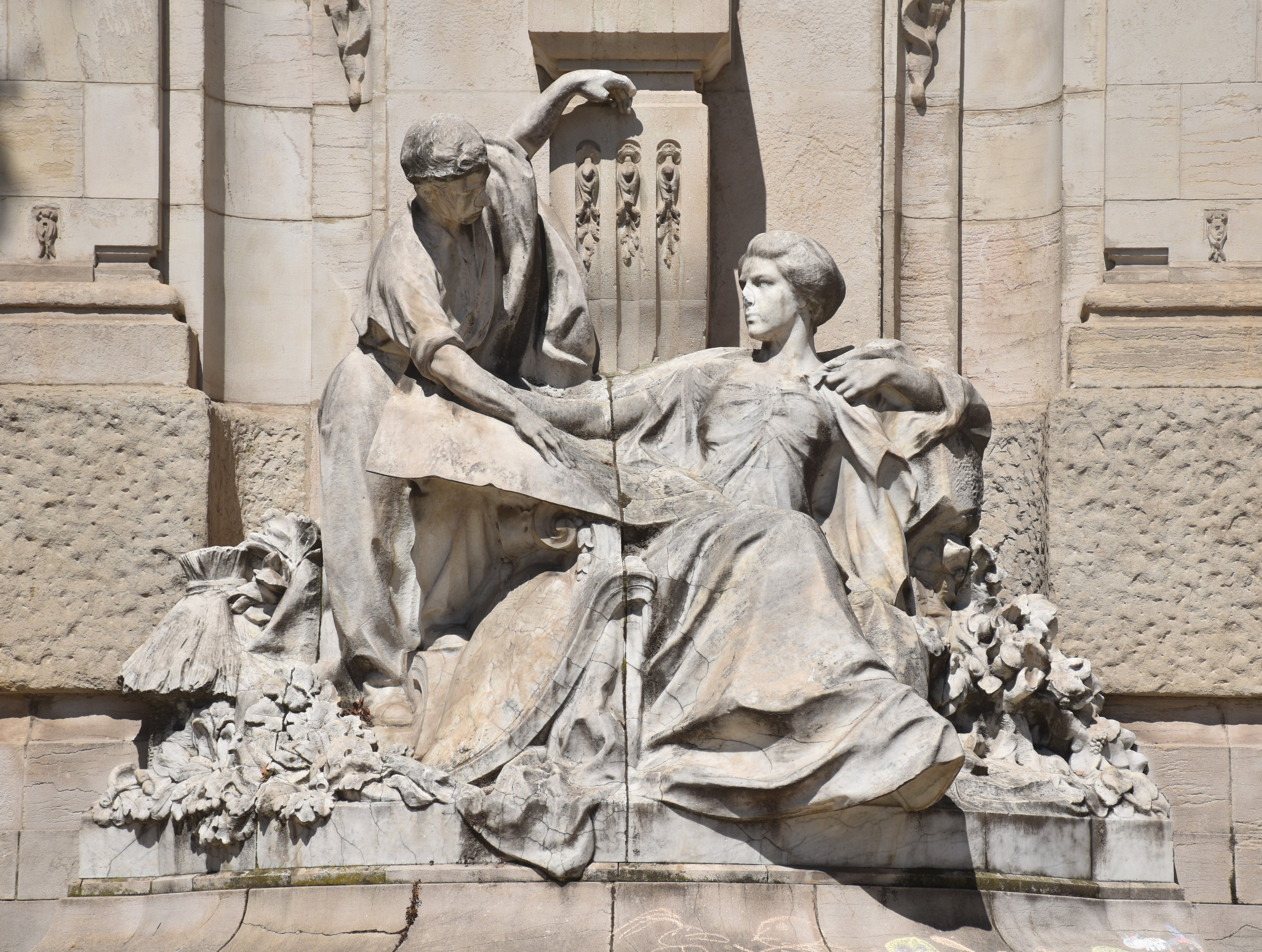
André Vermare, La Ville de Lyon étudiant les projets d’embellissement de la cité, groupe du Monument au docteur Gailleton (1913)

Un monument en hommage à Antoine Gailleton est inauguré le 14 juillet 1913, construit par les architectes Lucas & Marion, avec une statuaire réalisée par André Vermare et des ornements par Guinet, Verzier et Alexandre Maspoli. L'ensemble formé d'une arcature aveugle surmontée d'un cénotaphe rappelle un arc de triomphe, présente un buste de Gailleton en bronze et un groupe en marbre de Carrare représentant La ville de Lyon étudiant les projets d'embellissement de la cité : la ville de Lyon, sous les traits de Madame Walch, confortablement installée dans un fauteuil écoute un jeune garçon personnifiant La Démocratie laborieuse lui présentant sur un plan les réalisations de Gailleton. De nombreuses décorations ornent le monument, tels les mufles de lions retenant des trophées végétaux, servent d'allégories à la richesse des travaux de Gailleton. Sur les côtés, deux bas-reliefs dessinent le Progrès côté sud, et la Science côté nord. Deux groupes d'enfants nus terrassant une chèvre ont été fondus pendant la Seconde Guerre mondiale, en 1942.